# LIRMM
Phòng thí nghiệm Khoa học Máy tính, Người máy, và Vi điện tử Montpellier, nguyên tên gốc tiếng Pháp: Laboratoire d'Informatique, de Robotique et de Microélectronique de Montpellier, viết tắt là LIRMM, là một thực thể nghiên cứu xuyên giảng viên của Đại học Montpellier 2 (UM2) và Trung tâm Quốc gia Nghiên cứu Khoa học (CNRS) - Sở Thông tin và Khoa học Kỹ thuật và Công nghệ (IEST).
Phạm vi hoạt động nghiên cứu của LIRMM là khá lớn, từ thiết kế mạch, mô hình hóa các hệ thống địa lý phức tạp, nghiên cứu thuật toán, sinh học máy tính, giao diện người-máy tính, và robot. 
Những hoạt động này được tiến hành chủ yếu trong ba bộ phận nghiên cứu khoa học: 
- Khoa học máy tính (thông tin)
- Vi điện tử (MIC)
- Robot (ROB).

Ngoài danh tiếng khoa học quốc gia và quốc tế, LIRMM là một viện nghiên cứu quan trọng trong phát triển kinh tế của thành phố Montpellier, với một sự đổi mới kinh doanh mạnh mẽ và chuyển giao công nghệ.

## Phòng Ban

#### Khoa Học Máy Tính (INFORMATIQUE)
Các chủ đề, đề tài nghiên cứu của bộ phận này tập trung mở rộng biên giới của toán học để nghiên cứu ứng dụng: các thuật toán đồ thị, tin sinh học, mật mã, mạng lưới, cơ sở dữ liệu và hệ thống thông tin (tích hợp dữ liệu, khai thác dữ liệu, duy trì sự ổn) công nghệ phần mềm (ngôn ngữ lập trình, các đối tượng, thành phần, các mô hình), trí tuệ nhân tạo (học tập, khó khăn, biểu diễn tri thức, hệ thống đa nhân), sự tương tác của con người-máy tính (ngôn ngữ tự nhiên, trực quan, web ngữ nghĩa và e-learning).

#### Vi Điện Tử (MICROELECTRONIQUE)
Bộ phận vi điện tử tiến hành nghiên cứu trong lĩnh vực thiết kế và thử nghiệm các hệ thống tích hợp và vi hệ thống.
Với trọng tâm là các khía cạnh kiến trúc, mô hình và pháp luận.

#### Robot (ROBOTIQUE)
Bộ phận robotic nghiên cứu các vấn đề tổng hợp, giám sát và quản ly các hệ thống phức tạp. Ngoài ra còn chuyển hướng, theo dõi và kiểm sóat các phương tiện hiện đại, từ xa, phân tích, mã hóa và xử lý ảnh.

## Địa Lý
LIRMM ở vùng tây bắc của thành phố Montpellier, huyện "Hôpitaux-Facultés", gần công viên Euromédecine.

#### GPS
- 43° 38'.22 Bắc, 3° 50'.42 Đông